# Eneda Tarifa
Eneda Tarifa o Eneida Tarifa (nascuda el 30 de març de 1982) és una cantant albanesa i presentadora de televisió, coneguda internacionalment per haver representat la seva nació al Festival d'Eurovisió l'any 2016 amb la cançó "Fairytale" (en català, "Conte de Fades"). Tanmateix, la cantant ja va mirar de representar el seu país diverses vegades. Les dues primeres el 2003 i el 2007, sense haver passat a la final, i amb una victòria al programa Top Fest l'any 2010.